# Bütte (Einheit)
Die Bütte war ein Volumenmaß. Es wurde Kohle und Kalk damit gemessen und man übertrug den Namen der Ware auf das Maß, also Kohlenbütte oder Kalkbütte.
Eine leicht kegelstumpfartig geformte Bütte aus dem Jahr 1744 hatte die Abmessungen (gerundet) von 24,5 Frankfurter Zoll Durchmesser am oberen Rand und am Boden von 23 Frankf. Zoll. Die senkrechte Höhe war mit 20,5 Frankf. Zoll festgelegt und man rechnete mit einer gestrichenen oder, wie bei Kohlen, mit gehäufter Bütte.
- Die gestrichene Bütte hatte 121 1/5 Litre = 6110 Pariser Kubikfuß.

Eine genehmigte Kalkbütte von Oktober 1767 hatte etwa 142 Litre (genau 141,948 Litre) mit 7136 Pariser Kubikzoll und die Abmessungen: Oberer Durchmesser 28 Frankf. Zoll, unterer 24 Frankf. Zoll und eine Höhe von 20 Frankf. Zoll. Auch Kalk wurde gehäuft gemessen.
- In Aschaffenburg hatte die gestrichene Kohlenbütte 17.240 Zentiliter.
- In Hanau hatte die Kohlenbütte = 5 Simmer = 15.263 Zentiliter = 7695 Pariser Kubikzoll und war auch der Kalkbütte gleich.
- 93 Hanauer Bütten (Kalk) = 100 Frankfurter Kalkbütten